# 佐内
佐内（義大利語：Zone），是意大利布雷西亚省的一个市镇。总面积19平方公里，人口1111人，人口密度58.5人/平方公里（2009年）。国家统计（ISTAT）代码为017205。